# نپا (اورگن)
نپا (به انگلیسی: Knappa) یک منطقهٔ مسکونی در ایالات متحده آمریکا است که در شهرستان کلتساپ واقع شده‌است. نپا ۲٫۱۳ متر بالاتر از سطح دریا واقع شده‌است.